# Fuente-Olmedo
Fuente-Olmedo es un municipio y localidad española de la provincia de Valladolid, en la comunidad autónoma de Castilla y León. Cuenta con una población de 42 habitantes (INE 2024).

## Historia

### Prehistoria. Enterramiento de un joven príncipe
Como consecuencia de unos trabajos agrícolas realizados en una finca particular situada a un km al sureste de Fuente-Olmedo salieron a la luz los restos de un enterramiento prehistórico perteneciente a la cultura del vaso campaniforme. A juzgar por el ajuar encontrado junto al cadáver y otros estudios hechos in situ se llegó a la conclusión de que se trataba de un joven de elevado estatus social perteneciente a una sociedad en que ya se tenía en cuenta el linaje adquirido por herencia. El ajuar fue depositado en el museo de Valladolid tras el estudio de cada pieza, donde puede verse en su totalidad.

### sigloXIX
Fuente-Olmedo es uno de los siete pueblos que formaron el alfoz de Olmedo. Está situado en una llanura dominada de cerros de pequeña elevación por donde descienden las aguas hacia el pueblo. Pascual Madoz lo describe en el siglo XIX con el nombre de Fuente Olmedo (sin el guion); tenía entonces 40 casas, escuelas para niños y niñas, casa consistorial y una fuente de buenas aguas que abastecía a los vecinos. Había también un pozo para abrevar el ganado. La parroquia estaba consagrada a San Juan Evangelista y no poseía objetos litúrgicos ni obras de arte como consecuencia de un robo acaecido el 16 de octubre de 1836. En estas fechas se tiene conocimiento de los restos de un despoblado medieval que hubo en el lugar cuyo nombre era Donibla o Doñibla.

### sigloXX
En 1920 se construyó en ladrillo el edificio que habría de servir para escuela y casa consistorial. Hace chaflán con la calle de las Américas y la plaza Mayor. En la fachada del chaflán, arriba  en el ático se ve la fecha y debajo dos inscripciones, la una que dice casa del pueblo y la otra escuela; entre ambas hay un reloj. Remata este conjunto la campana que no faltaba nunca en las casas consistoriales de esta época y que servía para avisar al pueblo de los distintos eventos ya fueran malos o buenos. Cada uno de estos acontecimientos poseía un toque que lo distinguía. El edificio fue construido a expensas de Eladio Sobrino Segovia, hijo ilustre del pueblo, que marchó a Chile a hacer las Américas y se estableció en Concepción. Allí se casó con Luz Sanz García y tuvieron ocho hijos, la segunda, llamada Luz Sobrino llegó a ser una reconocida arquitecta.

## Geografía humana

### Demografía
Cuenta con una población de 42 habitantes (INE 2024).
| Gráfica de evolución demográfica de Fuente Olmedo entre 1842 y 2021                                                   |
| |
| Población de derecho según los censos de población del INE. Población de hecho según los censos de población del INE. |